# Brod nad Tichou
Brod nad Tichou é uma comuna checa localizada na região de Plzeň, distrito de Tachov.